# Advokatnævnet
Advokatnævnet kan behandle klager over medlemmer af Advokatsamfundet. Alle advokater i Danmark skal være medlemmer af Advokatsamfundet.
Advokatnævnet er et lovbestemt og uafhængigt klagenævn, oprettet af Advokatsamfundet efter reglerne i retsplejeloven.
Advokatnævnet behandler klager over advokaters salærer og adfærd ("god advokatskik").

## Eksternt link
Advokatnævnets hjemmeside